# Federico Camuri
Federico Camuri (Ferrara, 19 agosto 1863 – Ferrara, 15 luglio 1954) è stato un pittore e fotografo italiano.

## Biografia
Figlio di Achille, impiegato governativo, e di Angelina Bazzi; il padre era di origini modenesi e preferì iscriverlo al Regio Istituto di belle arti di Modena, dove fu allievo del direttore Adeodato Malatesta. 
Tornato a Ferrara, nel 1891 cominciò ad esporre in una collettiva al Palazzo dei Diamanti, nel 1893 ad una mostra presso il Circolo artistico ferrarese, nel 1894 nel ridotto del Teatro Regio di Parma. 
I primi suoi lavori furono scene di genere (La caccia), ritratti (come Il ragazzo che sorride o quello del suo maestro Adeodato Malatesta, dipinto ad olio su vetro), composizioni sacre (Santa Lucia per una arciconfraternita ferrarese) e nature morte. Nello stesso tempo, Camuri iniziò a collezionare e a mercanteggiare quadri antichi, presentando alcuni dei quali al Palazzo dei Diamanti nel 1895 in occasione di una mostra dedicata al terzo centenario dalla morte di Torquato Tasso.
Gradualmente, specie dopo essersi accompagnato alla contessa Teresa Squarzoni, dalla quale ebbe quattro figlie, si allontanò dalla pittura appassionandosi alla fotografia.
Nel 1904 espose una serie di fotografie multiple, ossia più pose dello stesso soggetto in una sola immagine, nella vetrina del floricoltore Melchiori, posta nella piazza della Cattedrale di Ferrara, oggi Piazza Trento e Trieste.. L'anno successivo ottenne il secondo premio ad una importante mostra fotografica allestita a Ferrara, in cui aveva presentato altre immagini eseguite con la stessa tecnica. La sua partecipazione a questa mostra suscitò una vivace polemica giornalistica con il letterato Ferruccio Luppis, che aveva criticato aspramente le sue fotografie.
Già dal 1904 Camuri aveva aperto a Ferrara, in via Centoversuri, un proprio studio fotografico, specializzandosi in ritratti e, per l'appunto, in ingegnosi multipli e scene emozionali, per le quali spesso posavano la compagna e le figlie bambine, in una versione provinciale del mondo di Lewis Carroll o degli esperimenti cinematografici di sdoppiamento. Molte delle sue fotografie sono state donate al Comune di Ferrara - Servizi documentazione storica - dal nipote Cesare Giatti, pittore. Una cartella, contenente fotografie, lettere, documenti, dedicata alla sua poliedrica attività è conservata presso l'Archivio di Stato di Ferrara. 
Affascinato dal nuovo mezzo cinematografico, Camuri divenne anche proiezionista nella Sala San Pietro, oggi cinema Mignon, e nel 1908-09 si dedicò alla scenografia teatrale operando in tutto il nord Italia.
Altra passione di questo eclettico personaggio fu la meccanica: Camuri infatti progettò modelli di aeroplani da guerra chiamati Falco, proiettili particolari (Freccia e Lampo) e speciali granate (Sfollatrincea), che propose inutilmente al Ministero della Guerra in occasione del conflitto italo-turco e della grande guerra, al termine della quale, la compagna Teresa morì a seguito della pandemia di spagnola.
Successivamente Camuri si dedicò all'ideazione di un motore ad acqua denominato Ruota idraulica orizzontale, quindi tornò alla pittura e al restauro. Nell'autunno 1932, presso il Palazzo arcivescovile tenne una personale con varie vedute del Castello Estense; nel 1936 acquistò e restaurò una Maddalena attribuita a Tiziano Vecellio, per la quale entrò in contatto con Nino Barbantini e Giuseppe Fiocco, famosi storici dell'arte veneta.
Camuri addestrò il giovane nipote Cesare alle tecniche del disegno dagli anni immediatamente post-bellici e fino alla sua morte, avvenuta a novanta anni di età, nel 1954.
Nel 1997 gli venne dedicata una mostra retrospettiva presso il Centro Civico di Pontelagoscuro, che affiancava le sue opere a quelle del nipote Cesare Giatti; la mostra venne replicata l'anno successivo presso la Pinacoteca Civica di Bondeno.